# Gert Haendler
Gert Otto Haendler (* 17. August 1924 in Berlin; † 28. November 2019 in Rostock) war ein deutscher evangelischer Theologe, Hochschullehrer für Kirchengeschichte, besonders der Patristik und frühmittelalterlichen Theologie, Dekan einer Theologischen Fakultät und Autor kirchengeschichtlicher Fachbücher.

## Leben
Gert Haendler wuchs in einer Familie mit bürgerlich-akademischer Tradition auf. Sein Vater Otto Haendler (1890–1981) war Professor der Theologie, sein Großvater Wilhelm Haendler (1863–1938) Generalsuperintendent von Berlin-Land. Haendler besuchte die Volks- und eine weiterbildende Schule in Stralsund und Stettin. 1942 legte er in Greifswald das Abitur ab. Im gleichen Jahr wurde er Soldat der Wehrmacht in einem Panzerregiment. Im Mai 1945 geriet er bei Magdeburg in Kriegsgefangenschaft. Danach arbeitete er einige Zeit als Landarbeiter bei Bauern in Hamersleben. Von 1946 bis 1950 studierte er Evangelische Theologie an der Ernst-Moritz-Arndt-Universität von Greifswald. In dieser Zeit wirkte er als Hilfsassistent bei  Walter Elliger am Lehrstuhl für christliche Archäologie. Nach erfolgreich bestandenem Examen im Mai 1950 wurde er im November des gleichen Jahres promoviert mit einer Arbeit über Kirchenschriften aus karolingischer Zeit. Kurz darauf wurde er wissenschaftlicher Assistent im Fach Kirchengeschichte an der Humboldt-Universität von Berlin. 1954 wurde er mit einer Arbeit über „Die fränkischen Gutachten zum byzantinischen Bilderstreit“ habilitiert. 1956 lehrte er als Dozent an der dortigen Fakultät. 1960 übernahm er eine Professur mit Lehrauftrag an der Martin-Luther-Universität von Halle-Wittenberg, doch schon 1961 übernahm er den Lehrstuhl für Kirchengeschichte an der Theologischen Fakultät der Wilhelm-Pieck-Universität Rostock. Von 1965 bis 1968 wirkte er dort auch als Dekan und von 1968 bis 1970 als Prodekan. Von 1970 bis 1972 war er auch Mitglied im Wissenschaftlichen Rat, und von 1972 bis 1986 förderte er die sportliche Ertüchtigung als Mitglied in der Sportkommission der Universität.
In seine Rostocker Zeit fielen die meisten seiner Veröffentlichungen. So gehörte er von 1970 bis 2004 zu den Mitherausgebern einer „Kirchengeschichte in Einzeldarstellungen“ (KGE). Im Jahre 1989 wurde Haendler emeritiert.

## Ehrungen
- 1980 Ehrenpromotion der Universität Helsinki
- 1991 Ehrenpromotion der Universität Uppsala[2]

## Veröffentlichungen
- Die Theologische Fakultät Rostock unter zwei Diktaturen, Münster: Lit, 2004
- Theologen in der sozialistischen Universität, Rostock: Histor. Inst., 2000
- Kirchliche Verbindungen über die Ostsee hinweg in Geschichte und Gegenwart, Leipzig: Evang. Verl.-Anst., 1999
- Die abendländische Kirche im Zeitalter der Völkerwanderung, Leipzig: Evang. Verl.-Anst., 1995, 4. Aufl.
- Von der Reichskirche Ottos I. zur Papstherrschaft Gregors VII., Leipzig: Evang. Verl.-Anst., 1994
- Die Rolle des Papsttums in der Kirchengeschichte bis 1200, Göttingen: Vandenhoeck und Ruprecht, 1993
- Die lateinische Kirche im Zeitalter der Karolinger, Leipzig: Evang. Verl.-Anst., 1992, 2. Aufl.
- Von Tertullian bis zu Ambrosius, Leipzig: Evang. Verl.-Anst., 1992, 4. Aufl.
- Die abendländische Kirche im Zeitalter der Völkerwanderung, Berlin: Evang. Verl.-Anst., 1987, 3. Aufl.
- Von Tertullian bis zu Ambrosius, Berlin: Evangelische Verlagsanstalt, 1986, 3. Aufl.
- Die lateinische Kirche im Zeitalter der Karolinger, Berlin: Evangelische Verlagsanstalt, 1985.
- Die abendländische Kirche im Zeitalter der Völkerwanderung, Berlin: Evangelische Verlagsanstalt, 1983, 2. Aufl.
- Von Tertullian bis zu Ambrosius, Berlin: Evangelische Verlagsanstalt, 1981, 2. Aufl.
- Die abendländische Kirche im Zeitalter der Völkerwanderung, Berlin: Evangelische Verlagsanstalt, 1980.
- Amt und Gemeinde bei Luther im Kontext der Kirchengeschichte, Berlin: Evangelische Verlagsanstalt, 1979.
- Amt und Gemeinde bei Luther im Kontext der Kirchengeschichte, Stuttgart: Calwer Verlag, 1979
- Von Tertullian bis zu Ambrosius, Berlin: Evangelische Verlagsanstalt, 1978.
- Schwedisch-deutsche Kirchenbeziehungen, Berlin: Evangelische Verlagsanstalt, 1975.
- Schwedisch-deutsche Kirchenbeziehungen, Stuttgart: Calwer Verlag, 1975
- Die Libri Carolini, ein Dokument der fränkischen Frömmigkeitsgeschichte, Greifswald, 1950
- Die fränkischen Gutachten zum byzantinischen Bilderstreit, Berlin, 1954.
- Wulfila und Ambrosius, Stuttgart: Calwer Verl., 1961.
- Die Weltmacht des Papsttums im hohen Mittelalter, Berlin: Evang. Verl.-Anst., 1965.
- Reichskirche und Klosterreform vom 9. bis 11. Jahrhundert, Berlin: Evang. Verl.-Anst., 1963.
- Die Kirche im Karolingerreich, Berlin: Evang. Verl.-Anst., 1962.
- Kaisertum und Papsttum bis zu Nikolaus I., Berlin: Evang. Verl.-Anst., 1964.
- Geschichte des Frühmittelalters und der Germanenmission, Göttingen: Vandenhoeck & Ruprecht, 1961.
- Epochen karolingischer Theologie, Berlin: Evang. Verl.-Anst., 1958.
- Das Christentum und die Germanen bis Bonifatius, Berlin: Evang. Verl.-Anst., 1961.
- Wulfila und Ambrosius, Berlin: Evangelische Verl. Anst., 1961 [Ausg.] 1960.